# HD83809
HD83809 — хімічно пекулярна зоря спектрального класу A4, що має  видиму зоряну величину в смузі V приблизно  4,8.
Вона  розташована на відстані близько 135,2 світлових років від Сонця.